# Admir Adžem
Admir Adžem (Sarajevo, 25. ožujka 1973.) bosanskohercegovački je nogometni trener i bivši nogometaš. Trenutačno je trener Željezničara. Kao igrač igrao je na poziciji lijevog beka.
Karijeru je započeo u sarajevskom Željezničaru kod trenera Nenada Starovlaha u sjajnoj generaciji u kojoj su još bili i E. Baljić, Pehlivanović, Karić, Dodik, Groso, Radić, Hasanspahić, Selimbegović. Adžem 1997. godine odlazi u Zagreb i tamo nastavlja karijeru. Nakon povratka u Željezničar osvojio je prvenstvo BiH i nastupao u europskim natjecanjima. Zabilježio je 14 nastupa za reprezentaciju BiH.

## Vanjske poveznice
- Admir Adžem – Službena stranica (90minut.pl)
- Admir Adžem – Službena stranica (national-football-teams.com)